# Bryodemina fasciata
Bryodemina fasciata är en tvåvingeart som först beskrevs av Samuel Wendell Williston  1901.  Bryodemina fasciata ingår i släktet Bryodemina och familjen svävflugor. Inga underarter finns listade i Catalogue of Life.